# Doddamalur, Madhugiri
Doddamalur là một làng thuộc tehsil Madhugiri, huyện Tumkur, bang Karnataka, Ấn Độ.